# Савельев, Игорь Викторович
И́горь Ви́кторович Саве́льев (род. 1 июля 1983, Уфа) — русский прозаик, литературный критик, журналист, кинокритик.

## Биография
Окончил филологический факультет Башкирского государственного университета (ныне Уфимский университет науки и технологий)(2005) и аспирантуру кафедры русской литературы и фольклора (2008).
Журналист, обозреватель «РБК» в Уфе, с 2019 аналитик Высшей школы экономики, живет в Москве. В 2011—2015 — колумнист газеты «Московский комсомолец».
В 2000-ные работал в правовой газете «Версия Башкортостана», которая издавалась информационным агентством «Башинформ», куда пришёл работать ещё подростком.
В 1999 году начал публиковаться в уфимских изданиях. С 2004 года публикуется как прозаик и критик в российских толстых журналах: «Новый мир», «Знамя», «Литературная учёба», «Урал», «Бельские просторы», «Волга», «Искусство кино», «Вопросы литературы», «Сноб». Проза переведена на французский, английский, немецкий, китайский, испанский и итальянский языки В 2015—2016 годах издательство «Эксмо» выпустило серию «Проза отчаянного поколения. Игорь Савельев» из четырёх книг. Член редколлегии журналов «Гипертекст (журнал)», «Бельские просторы», «Персонаж». Член Союза писателей Республики Башкортостан (с 2014), Союза писателей Москвы (с 2014).
В феврале 2007 года был одним из участников встречи молодых писателей с президентом России, на которой высказал мнение:

Истинное искусство далеко не всегда является коммерчески успешным. Для настоящего писателя наступил экономический запрет на профессию.

С 2012 год по настоящее время — редактор ежедневной газеты Московского международного кинофестиваля «Манеж — MIFF Daily».
В 2022 году выступил с антивоенными протестами в связи с событиями на территории Украины.

## Книги
- Saveliev Igor. La ville bleme. Une histore d’auto-stop / Traduit du russe par Claude Frioux et Irene Sokologorsky. Editon bilingue. — Савельев Игорь. Бледный город: Повесть про автостоп. Paris: Lettres Russes, 2010. 104 p. (На французском и русском языках).
- Игорь Савельев. Терешкова летит на Марс. — М.: Эксмо, 2012. — 224 с. — ISBN 978-5-699-58379-9.

«Терешкова летит на Марс» — проза, написанная прекрасным языком. Игорь Савельев отлично чувствует и видит пространства, ландшафты, предметы, людей.
— Кирилл Анкудинов

«Терешкова», да, любопытна для социального антрополога — как документ, свидетельствующий о том, что происходит в голове нынешних 24-летних людей, автопортрет очередного героя-нашего-времени, вызывающего уважение, с каким-никаким, но моральным стержнем. Важнее, однако ж, что это хорошая проза — составленная из ладных фраз и точно подобранных слов, классно сделанная технически; автору никогда не будет за стыдно за эту повесть, и лет через пятьдесят она будет очень прилично смотреться в первом томе собрания сочинений".
— Лев Данилкин
- Igor Saveliev. La ville blême. Une histore d’auto-stop. Traduit du russe par Claude Frioux et Irène Sokologorsky. Editon bilingue. — Игорь Савельев. Бледный город. Повесть про автостоп. — Paris: Lettres Russes, 2010. — 104 p. — ISBN 978-2-9529386-3-1
- Igor Saveliev. La ville blême. Une histoire d’auto-stop. Roman traduit du russe par Claude Frioux et Irène Sokologorsky. — Paris: Éditions de l’Aube, 2013. — 144 p. — ISBN 978-2-8159-0807-8
- Igor Savelev. Les Russes á la conquȇte de Mars: roman. Traduit par Marie-Noelle Pane. — Paris: Éditions de l’Aube, 2013. — 224 p. — ISBN 978-2-8159-0879-5
- Igor Savelyev. Mission to Mars: a novel. Translated by Amanda Love-Darragh. — Moscow: Glas, 2013—194 p. — ISBN 978-5-7172-0121-6
- Игорь Савельев. ZЕВС: роман. — М.: «Эксмо», 2015. — 230 с. — ISBN 978-5-699-75642-1[12].

Нынешний роман — второй у Игоря Савельева, и по сравнению с первым («Терешкова летит на Марс») он представляет собой заметный шаг вперёд: к умению хорошо складывать слова добавились навыки прорисовки характеров и создания прекрасного, живого и наполненного разнообразными смыслами мира. Задатки по-настоящему большого писателя по-прежнему в наличии, и динамика в целом положительная. Возможно, хотелось бы чуть большей скорости созревания — Савельеву уже 32, а писать он начал совсем юным, так что, казалось бы, пора, но это, что называется, читательские капризы. Уже очень хорошо — а если все пойдёт так и дальше, то скоро будет совсем здорово.
— Галина Юзефович
- Игорь Савельев. Вверх на малиновом козле: роман. — М.: Издательство «Э», 2015. — ISBN 978-5-699-83868-4[13].

Названия глав романа «Вверх на малиновом козле», конечно, завораживают. Что-то угадывается сразу, забавляет. Что-то заставляет испытывать лёгкое беспокойство или подозревать себя в литературоведческой неопытности. И в восприятии разных читателей к этим двум категориям будет отнесено, конечно, разное. Вряд ли можно дешифровать название каждой главы, но и не факт, что необходимость этого была заложена в текст; неузнанность и неузнаваемость, подмена одной венецианской маски другой — тоже часть игры. Постоянное переключение планов, мозаичная структура повествования (вплоть до тарантиновщины), пародирование жизни и искусства — все это вполне укладывается в гипотезу о постмодернистских истоках эстетики романа «Вверх на малиновом козле».
— Ольга Левина
- Игорь Савельев. Без тормозов: сборник повестей. — М.: Издательство «Э», 2016. — С. — ISBN 978-5-699-86582-6[15].

Здесь — живой молодёжный язык, абсурд и трагикомизм российского сегодня и подспудный срез вызревания — и автора, и страны. Во что — вопрос отдельный.
— Алиса Ганиева

Задумано, однако, лучше, чем исполнено: эти приключения Чайльд-Гарольда в кабине дальнобойного грузовика фактически ведут в никуда, и, добравшись до финала, вы скорее испытаете недоумение, чем те чувства, которые надеялся вызвать автор.
— Сергей Оробий

## Избранные произведения
Проза:
- Бледный город. Повесть // Новый мир. 2004. № 12.
- Вельская пастораль. Рассказы // Знамя. 2006. № 5.
- Как вариант. Рассказ // Знамя. 2007. № 8.
- Терешкова летит на Марс. Ч. 1 // Новый мир. 2012. № 8.
- Терешкова летит на Марс. Ч. 2 // Новый мир. 2012. № 9.

Статьи:
- Эта проза — живой организм: к 90-летию со дня рождения А. И. Солженицына // Новый мир. 2008. № 12.
- Триптих: взгляд на литературу двадцатилетних // Урал. 2008. № 6.
- Ты не генерал, и слава богу // Новый мир. 2009. № 3. (недоступная ссылка)
- Без магии нулей (Иванова, Н.; Сенчин, Р.; Денежкина, И.; Шаргунов, С.; Алёхин, А.; Жадан, С.; Карасёв, А.; Зоберн, О.; Куняев, С.; Рудалёв, А.; Улицкая, Л.; Быков, Д.; Иванов, А.; Слаповский, А.; Василевский, А.; Славникова, О.; Топоров, В.) // Литературная учёба. 2010. № 3. С. 36-43.
- Огонь, сжирающий макеты: на смерть поэта // Бельские просторы. 2010. № 7.
- Игроки (о книге Захара Прилепина «Леонид Леонов») // Урал. 2010. № 10.
- Буйда 2.0: новая проза Юрия Буйды // Вопросы литературы. 2012. № 4.
- Википедия русской жизни (о книге Александра Архангельского «Музей революции») // Урал. 2013. № 9.
- Побивание камнями обнажённых мечтателей. Попурри по мотивам 36-го Московского кинофестиваля // Бельские просторы. 2014. № 8.

## Премии
С повестью «Бледный город» вошёл в шорт-лист премии «Дебют» и премии Ивана Петровича Белкина, лонг-лист премии «Ясная Поляна». Финалист премии «Дебют» 2008 года в номинации «Драматургия» с пьесой «Портвейн, Кобейн и связанные руки» (в соавторстве с Андреем Юртаевым). Лауреат премии журнала «Урал» за 2008 год в номинации «Литературная критика». В 2013 году награждён Государственной республиканской премией им. Шайхзады Бабича в области литературы и искусства за роман «Терешкова летит на Марс». В 2018 году награжден национальной литературной премией «Лицей» имени А.С. Пушкина.

## Интервью
- «Ныряющий наудачу»[20].
- «Надеюсь, не наступит время, когда Терешкова подаст на меня в суд»[21].
- «Марсианские хроники»[22].
- «Без мата трудно описать окружающее»[23]
- In Russia, at long last, notes from aboveground[24]